# Józef Przygodziński
Józef Przygodziński (ur. 24 lutego 1878 w Opokach, zm. 24 października 1939 w Lesie Szpęgawskim) – polski farmaceuta, działacz społeczny.

## Życiorys
Pochodził z rodziny właścicieli ziemskich z Kujaw, był synem Macieja (1842-1932) i Katarzyny z Zielińskich (1852-1925); miał ośmioro rodzeństwa. Około 1898 ukończył progimnazjum w Trzemesznie. Kształcił się następnie w zawodzie aptekarza, odbył sześcioletnią praktykę w aptece Wincentego Dunin Wąsowicza w Inowrocławiu oraz pobierał nauki na uniwersytecie w bawarskim Erlangen. W 1912 na uniwersytecie monachijskim uzyskał dyplom aprobowanego aptekarza. W czasie I wojny światowej służył w armii pruskiej, pracując głównie w szpitalach na terenie Prus Wschodnich, w tym przez dłuższy czas w Elblągu. Pierwsze lata niepodległej Polski również spędził w wojsku, ale już w polskim mundurze, dochodząc do stopnia porucznika. Stacjonował w tym czasie w garnizonie toruńskim.
Po demobilizacji z początkiem września 1921 osiadł na stałe na Pomorzu, w Pelplinie. Odkupił od niemieckiego aptekarza Emila Maya aptekę "Pod Orłem" razem z piętrową czynszową kamienicą, ogrodem i drogerią. Do Pelplina sprowadził swoich rodziców. Był zaangażowany w życie społeczne miasta, w latach 30. występował jako konsultant Rady Sołeckiej, potem Rady Miejskiej, zajmując się sprawami bezrobocia i sierot. Udzielał się w Polskim Związku Zachodnim, był honorowym opiekunem Katolickiego Stowarzyszenia Młodzieży. Cieszył się opinią polskiego patrioty oraz wzorowego i starannego farmaceuty.
Wybuch II wojny światowej zastał go w Pelplinie. Świadomy zagrożenia ze strony Niemców, nakłonił do ukrycia się żonę i córkę; sam pozostał w aptece. 29 września 1939 został aresztowany i osadzony w więzieniu na zamku w Gniewie. Jego majątek skonfiskowano i aptekę przekazano niemieckiemu farmaceucie Helmutowi Palmowi (Palhmowi; zbiegł on z Pelplina na początku 1945). Na początku października 1939 Przygodzińskiego zwolniono z więzienia, ale już 23 tegoż miesiąca ponownie go zatrzymano. Po krótkim przetrzymywaniu w zamienionym na areszt gmachu seminarium duchownego został zamordowany (najprawdopodobniej 24 października) wraz z grupą polskiej inteligencji pelplińskiej w zbiorowej egzekucji w lasach szpęgawskich.
Od 22 stycznia 1919 był żonaty z Małgorzatą Klemensówną (1889-1944). Była ona córką właściciela drogerii w Gniewkowie i kształciła się na poznańskiej pensji Danyszowej. W Pelplinie wspierała męża w działalności społecznej, była członkinią Związku Ziem Zachodnich oraz wiceprzewodniczącą Towarzystwa Polek. Po egzekucji męża została razem z córką wysiedlona do Lublina.
Jedynym dzieckiem małżeństwa Przygodzińskich była córka Barbara, po mężu Czyżma (ur. 11 lutego 1921 w Gniewkowie, zm. 15 kwietnia 2003 w Pelplinie), która kształciła się w zakładzie Sacré Coeur w Pobiedziskach. Po wysiedleniu do Generalnego Gubernatorstwa działała w konspiracji, była łączniczką Narodowych Sił Zbrojnych i Armii Krajowej. Po wojnie powróciła do Pelplina i w kwietniu 1945 przejęła dawną ojcowską aptekę. W 1950 ukończyła studia farmaceutyczne na Uniwersytecie Poznańskim. Z dyplomem magistra farmacji pracowała w aptece "Pod Orłem" także po 1950, kiedy apteka została upaństwowiona i włączona do "Cefarmu". Została odznaczona m.in. Krzyżem Partyzanckim (1994), Krzyżem Narodowego Czynu Zbrojnego (1995), medalem "Za zasługi dla Diecezji Pelplińskiej". 23 maja 1944 w Lublinie wyszła za mąż za Józefa Czyżmę (1912-1988), farmaceutę, żołnierza Narodowych Sił Zbrojnych. Mieli trzy córki: Małgorzatę (1945-2003, polonistkę), Jolantę (ur. 1951, filologa klasycznego) oraz Izabellę (ur. 1953), która ukończyła studia farmaceutyczne i w 1977 wykupiła od państwa rodzinną aptekę w Pelplinie.